# Magnesiumsulfat

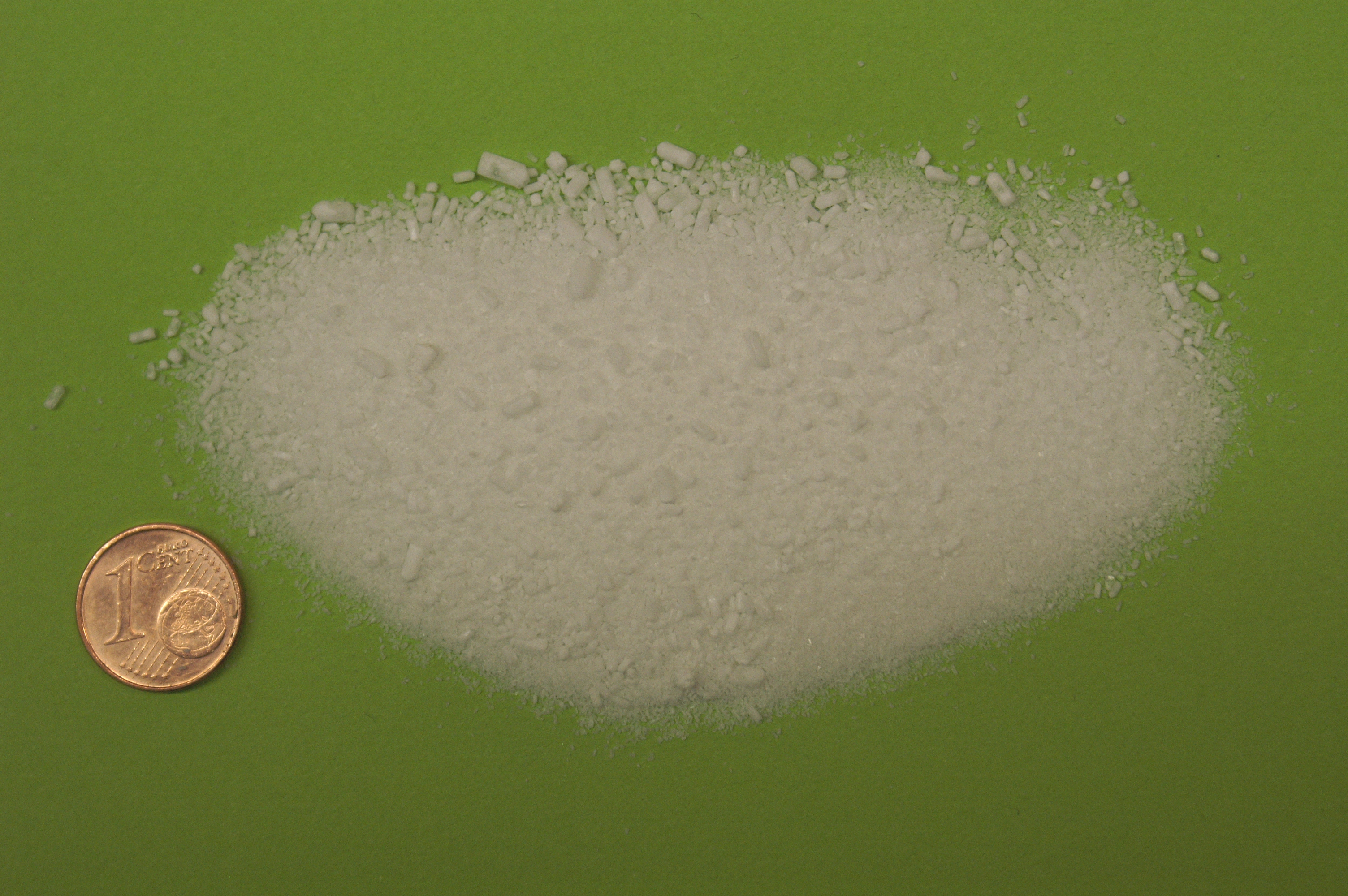
Bittersalz wird im Pflanzenbau bei Magnesiummangel eingesetzt

Magnesiumsulfat (MgSO4) ist neben Magnesiumhydrogensulfat (Mg(HSO4)2) eines der beiden Magnesiumsalze der Schwefelsäure. Das auch als Mineral Epsomit auftretende Magnesiumsulfat-Heptahydrat (MgSO4·7 H2O) erhielt des bitteren Geschmacks wegen den Trivialnamen Bittersalz.

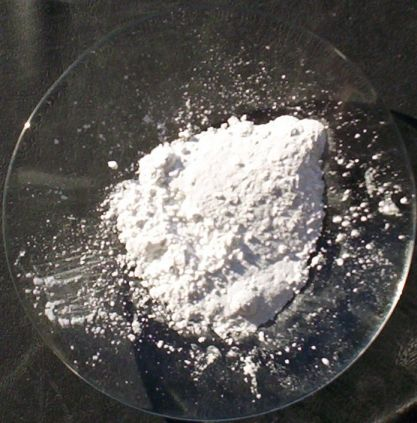
Magnesiumsulfat
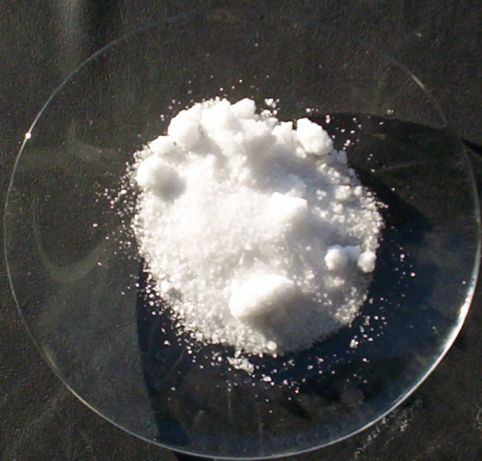
Epsomit

## Vorkommen
In der Natur kommt Magnesiumsulfat überwiegend als Kieserit, ein Monohydrat, vor.
Daneben kommen weitere Magnesiumsulfate als Mineralien mit unterschiedlichem Wasseranteil vor:
Pentahydrit (Pentahydrat), Hexahydrit (Hexahydrat), Epsomit (Heptahydrat).

## Herstellung
Magnesiumsulfat lässt sich aus Magnesium und Schwefelsäure nach folgender Reaktionsgleichung herstellen:
{\displaystyle \mathrm {Mg+H_{2}SO_{4}\rightarrow H_{2}+MgSO_{4}} }
Weiterhin entsteht es bei der Umsetzung von Magnesiumoxid oder Magnesiumhydroxid mit Schwefelsäure und anschließender Abdampfung des Wassers bzw. Trocknung:
{\displaystyle \mathrm {MgO+H_{2}SO_{4}\rightarrow H_{2}O+MgSO_{4}} }
{\displaystyle \mathrm {Mg(OH)_{2}+H_{2}SO_{4}\rightarrow 2H_{2}O+MgSO_{4}} }

## Eigenschaften
Magnesiumsulfat ist ein farbloser, geruchloser, stark hygroskopischer Feststoff mit bitterem Geschmack. Es existieren mehrere Hydrate, von denen das wichtigste das Magnesiumsulfat-Heptahydrat MgSO4 · 7 H2O (Synonym: Bittersalz; Mineral Epsomit) ist.

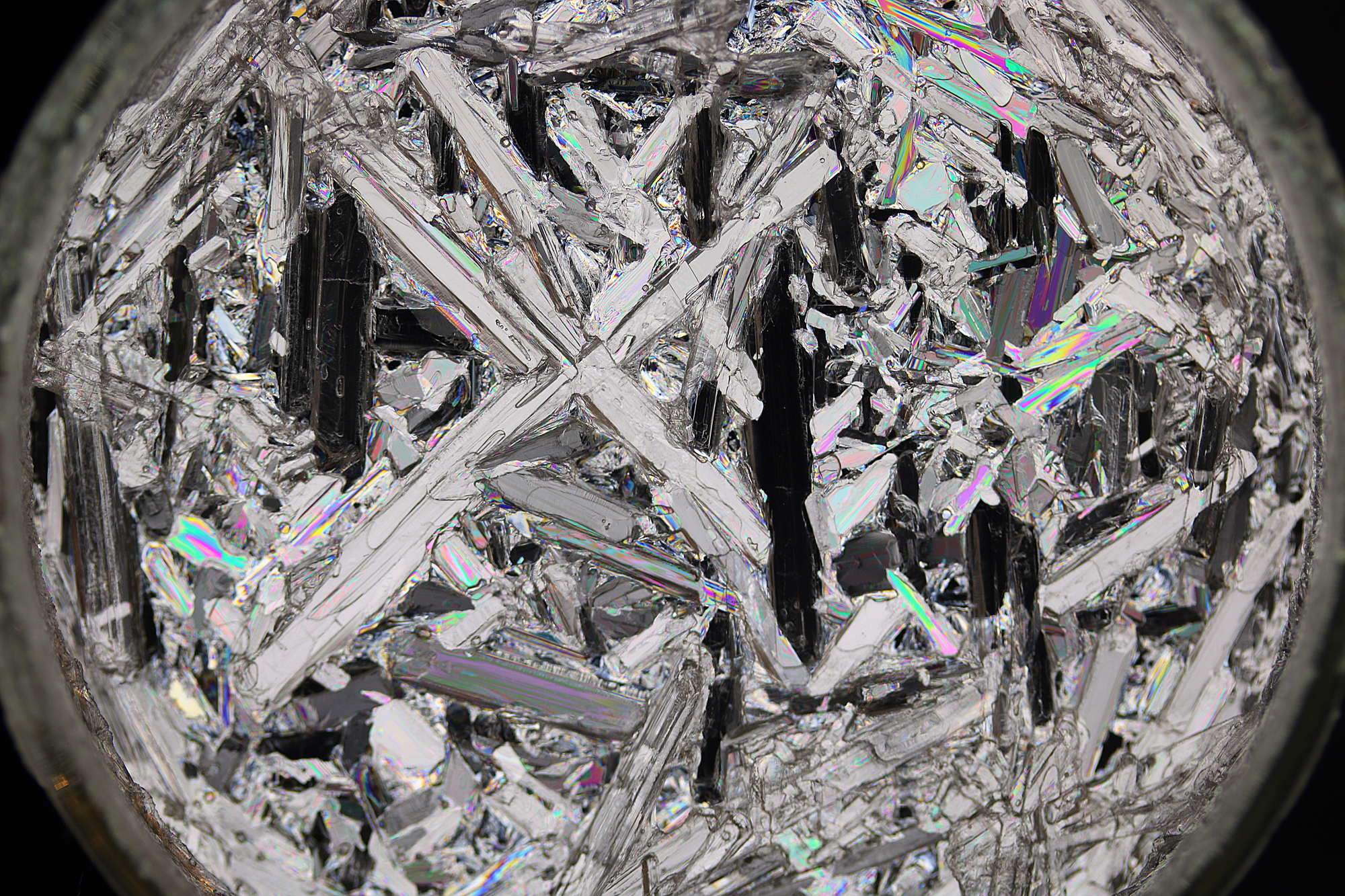
Magnesiumsulfat-Heptahydrat, kristallisiert aus der Lösung, makroskopische Aufnahme im polarisierten Licht

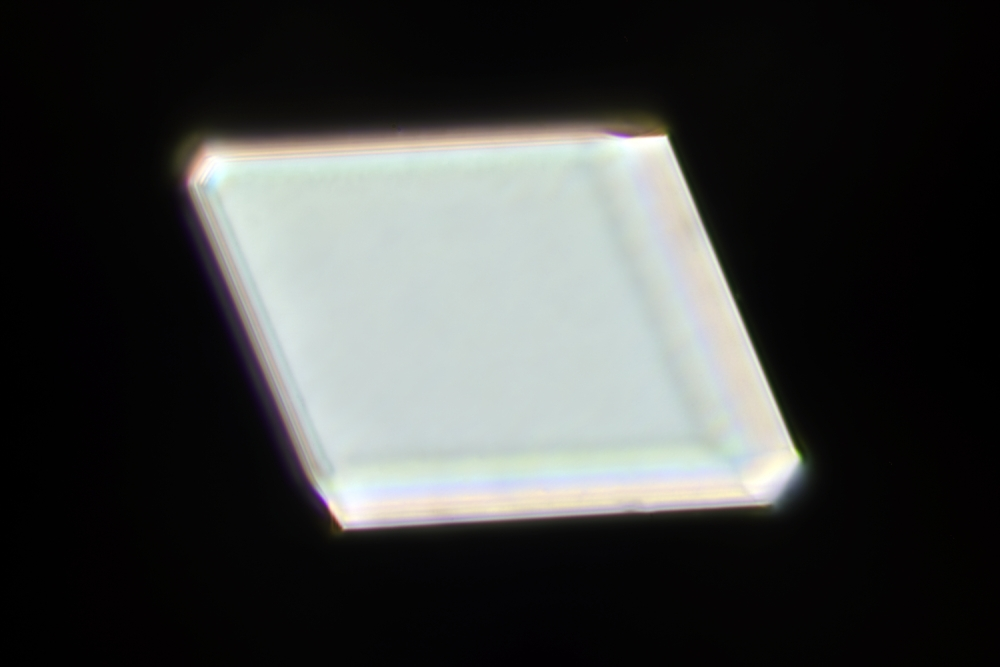
Magnesiumsulfat-Heptahydrat, rhombisch, mikroskopische Aufnahme im polarisierten Licht

Epsomit bildet farblose Kristalle, die ein rhombisch pseudotetragonales Kristallgitter ausbilden. Die Kristalle blühen oft in faserigen Aggregaten aus und bilden Stalaktiten. Epsomit ist gut wasserlöslich und hat eine Dichte von 1,68 g/cm³.
Aufgrund seiner calciumantagonistischen Eigenschaft bewirkt Magnesiumsulfat eine periphere Muskelerschlaffung. Charles H. Peck und Samuel J. Meltzner hatten es 1916 auch zur Erzielung einer zentralen Narkose intravenös eingesetzt.

## Verwendung

### Düngemittel
- Magnesiumsulfat wird als Magnesiumquelle für Pflanzen in Düngemitteln verwendet. Reines Bittersalz wird unter anderem im Obstbau eingesetzt, speziell aber auch, um ein Braunwerden der Nadeln von Nadelgehölzen zu verhindern. Magnesiumsulfat trägt zu einem sauren Bodenmilieu bei, welches von Koniferen im Allgemeinen bevorzugt wird. Üblich ist ein Eintrag von 50 g/m² im Frühjahr oder Spätherbst. Bei großen Bäumen werden bis zu 200 g/m² aufgebracht.

### Trocknungsmittel
- Wegen seines hygroskopischen Charakters wird es in der organischen Chemie zur Trocknung von Stoffen benutzt. Dazu gibt man zu der zu trocknenden Flüssigkeit so viel wasserfreies Magnesiumsulfat, bis neu zugesetztes Magnesiumsulfat in der Flüssigkeit feinkörnig bleibt und nicht mehr verklumpt. Das Magnesiumsulfat kann anschließend abfiltriert werden.

### Medizinische Anwendung
- In der Medizin findet es schon lange Zeit als Abführmittel Verwendung. Der Pflanzenanatom Nehemiah Grew extrahierte das Bittersalz, welches er 1695[6] als Magnesiumsulfat identifizierte, erstmals aus Mineralwasser.[7]
- In der Geburtshilfe wird MgSO4 als Mittel der Wahl für die Therapie und Prophylaxe von Eklampsie-assoziierten Krampfanfällen verwendet.
- Magnesiumsulfat findet Anwendung in sogenannten Instant-Hot-Packs zur Erzeugung von (therapeutischer) Wärme bis zu 40 °C.[8]
- Magnesiumsulfat wird in der Medizin auch für Gallenfluss-Tests verwendet (siehe Choleretikum).[9]
- Zur Therapie einer Torsades-de-pointes-Tachykardie wird Magnesiumsulfat intravenös verabreicht (Off-Label-Use).[10]
- Magnesiumsulfat findet Anwendung in der Behandlung eines akuten Asthmaanfalls und auch beim akuten Herzinfarkt.[11]

### Weitere Verwendung
- MgSO4 wird in Floating-Anlagen verwendet, um eine hochgesättigte Sole herzustellen, auf der ein Körper liegen kann, ohne unterzutauchen.
- Magnesiumsulfatlösung wird als Elektrolytersatz- bzw. -Regenerationslösung für Bleiakkumulatoren verwendet.
- Als Bestandteil künstlicher Speisesalze, z. B. Pansalz, zur Einsparung von Natriumchlorid.